# ボビー・シャトルワース
ボビー・シャトルワース（Bobby Shuttleworth、1987年5月13日 - ）は、アメリカ合衆国出身の元サッカー選手。現役時代のポジションはGK。

## クラブ経歴
ナショナルプレミアサッカーリーグ（4部相当）のバッファロー・シティFCで短期間プレーした後、2009年6月18日にトライアルを経てUSLファーストディビジョンのニューイングランド・レボリューションとフリーエージェントとして契約を結んだ。その後、USLセカンドディビジョンのウェスタン・マス・パイオニアーズに短期間レンタル移籍した。
2010年5月12日、USオープン・カップのニューヨーク・レッドブルズ戦でニューイングランド・レボリューションでのデビュー戦を飾った。5月29日の同じくレッドブルズ戦で、負傷したプレストン・バーポに代わって途中出場しMLSデビューを果たした。
2017年2月15日、フェミ・ホリンガー＝ジャンゼンとのトレードでミネソタ・ユナイテッドFCに移籍。
2019年8月6日、シーズン終了までUSLチャンピオンシップのサクラメント・リパブリックFCにレンタル移籍。
2019シーズン終了後にミネソタ・ユナイテッドFCを退団し、2020年1月30日にシカゴ・ファイアーFCと契約を結んだ。
2022年1月24日、アトランタ・ユナイテッドFCに移籍した。
2022年7月7日、現役引退を表明した。